# Ménagier de Paris

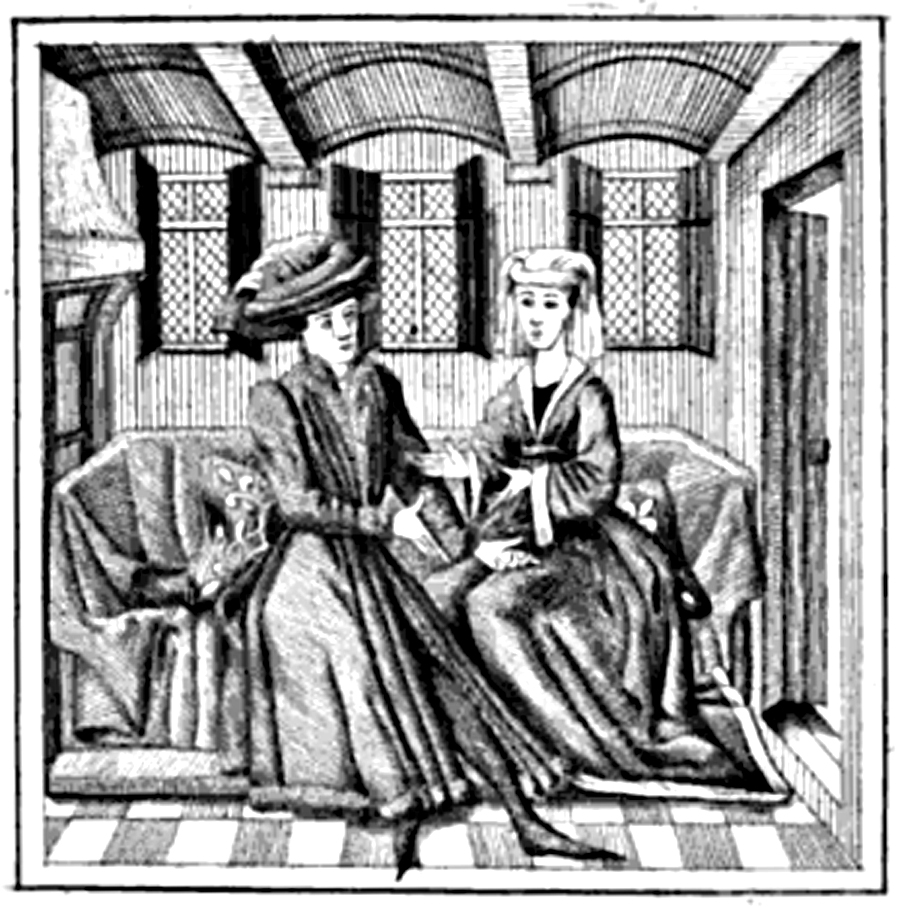
Ménagier de Paris, Miniatura

Le Ménagier de Paris, a menudo abreviado en francés como Le Ménagier, es un conjunto de consejos dados a una ama de casa medieval francesa con el objeto de agradar a sus invitados con recetas de cocina. Aporta información sobre la gastronomía de la Edad Media en Francia, aunque contiene también secciones de otros temas, como jardinería y convivencia marital. Escrito en verso en 1393 por un caballero para educar a su esposa, lo publicó por primera vez el barón Jérôme Pichon en el año 1846. Algunos lo consideran el mayor tratado de la vida doméstica francesa de la Edad Media.

## Obras capitales de gastronomía medieval
- Fadalat Al-Jiwan
- Llibre de Sent Soví
- Llibre del Coch
- Com tayllaràs devant un senyor
- Le Viander de Guillaume Tirel

## Publicaciones
- Le Ménagier de Paris. Traité de morale et d'économie domestique, composé en 1393 par un bourgeois parisien. Prefacio de de Pierre Gaxotte. París, Chavane, 1961 ; 2 volúmenes.